# Villiers-en-Désœuvre
Villiers-en-Désœuvre is een gemeente in het Franse departement Eure (regio Normandië). De plaats maakt deel uit van het arrondissement Évreux. Villiers-en-Désœuvre telde op 1 januari 2022 859 inwoners.

## Geografie
De oppervlakte van Villiers-en-Désœuvre bedroeg op 1 januari 2022 14,65 vierkante kilometer; de bevolkingsdichtheid was toen 58,6 inwoners per km².

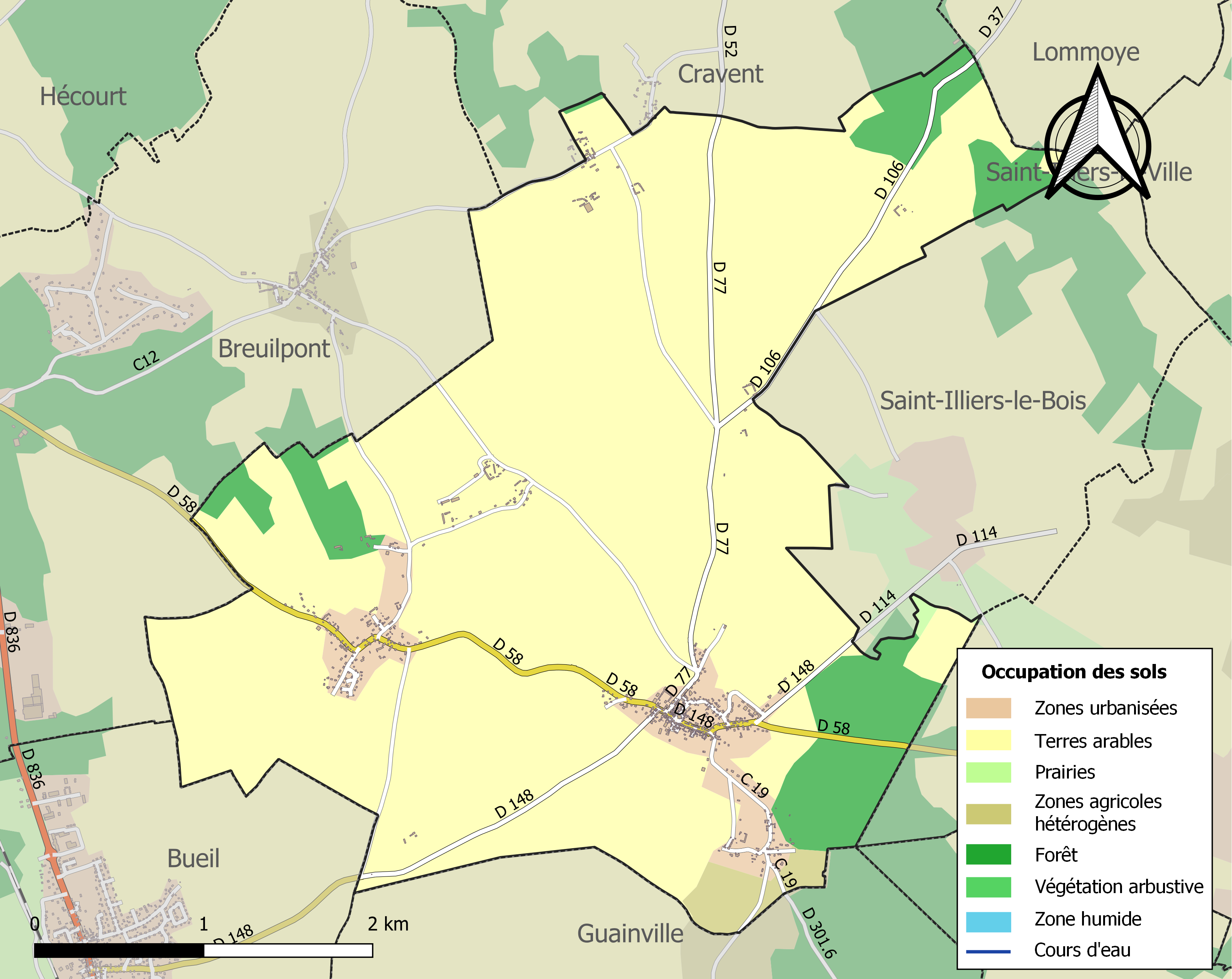
Kaart van de gemeente met belangrijkste infrastructuur, bodemgebruik en omliggende gemeenten

## Demografie
Onderstaande figuur toont het verloop van het inwonertal (bron: INSEE-tellingen).